# Михаїл Ганев
Михаїл Петров Ганев (болг. Михаил Петров Ганев; нар. 5 січня 1985, Велико-Тирново) — болгарський борець вільного стилю, чемпіон світу, срібний та дворазовий бронзовий призер чемпіонатів Європи, учасник Олімпійських ігор.

## Біографія
Боротьбою займається з 1996 року. Перший тренер: Лако Лаков. особистий тренер: Сімеон Щерев. У 2005 році став чемпіоном світу серед юніорів.
Виступав за клуби: «Ботев» (Златариця), «Царевец-Етър — 93» (Велико-Тирново), «Олімпік» (Тетевен), «Левські» (Софія).
26 грудня 2010 року Михаїл серйозно постраждав в результаті сутички в одному з барів Габрово. Борець і його брат Петро отримали ножові поранення. 29-річний чоловік, який на них напав, через півтори години після інциденту був затриманий поліцією на горищі одного з будинків. Михаїл з ножовими пораненнями в області живота, потрапив до реанімації. Пройшовши лікування, на початку січня 2011 р. він був виписаний з лікарні для подальшого лікування вдома.

## Спортивні результати на міжнародних змаганнях

### Виступи на Олімпіадах
| Змагання                    | Збірна   | Вагова категорія          | Місце |
| --------------------------- | -------- | ------------------------- | ----- |
| Літні Олімпійські ігри 2016 | Болгарія | вільна боротьба, до 86 кг | 8     |

### Виступи на Чемпіонатах світу
| Змагання                        | Збірна   | Вагова категорія          | Місце  |
| ------------------------------- | -------- | ------------------------- | ------ |
| Чемпіонат світу з боротьби 2006 | Болгарія | вільна боротьба, до 74 кг | 5      |
| Чемпіонат світу з боротьби 2007 | Болгарія | вільна боротьба, до 74 кг | 27     |
| Чемпіонат світу з боротьби 2010 | Болгарія | вільна боротьба, до 84 кг | Золото |
| Чемпіонат світу з боротьби 2011 | Болгарія | вільна боротьба, до 84 кг | 13     |
| Чемпіонат світу з боротьби 2014 | Болгарія | вільна боротьба, до 86 кг | 8      |
| Чемпіонат світу з боротьби 2015 | Болгарія | вільна боротьба, до 86 кг | 5      |
| Чемпіонат світу з боротьби 2017 | Болгарія | вільна боротьба, до 86 кг | 5      |

### Виступи на Чемпіонатах Європи
| Змагання                         | Збірна   | Вагова категорія          | Місце  |
| -------------------------------- | -------- | ------------------------- | ------ |
| Чемпіонат Європи з боротьби 2007 | Болгарія | вільна боротьба, до 74 кг | 5      |
| Чемпіонат Європи з боротьби 2008 | Болгарія | вільна боротьба, до 84 кг | 13     |
| Чемпіонат Європи з боротьби 2010 | Болгарія | вільна боротьба, до 84 кг | Бронза |
| Чемпіонат Європи з боротьби 2011 | Болгарія | вільна боротьба, до 84 кг | 7      |
| Чемпіонат Європи з боротьби 2012 | Болгарія | вільна боротьба, до 84 кг | Срібло |
| Чемпіонат Європи з боротьби 2017 | Болгарія | вільна боротьба, до 97 кг | Бронза |

### Виступи на Кубках світу
| Змагання                    | Збірна   | Вагова категорія          | Місце |
| --------------------------- | -------- | ------------------------- | ----- |
| Кубок світу з боротьби 2012 | Болгарія | вільна боротьба, до 84 кг | 12    |

### Виступи на інших змаганнях
| Змагання                                                        | Збірна   | Вагова категорія          | Місце  |
| --------------------------------------------------------------- | -------- | ------------------------- | ------ |
| Міжнародний меморіал Дейва Шульца 2007                          | Болгарія | вільна боротьба, до 74 кг | Золото |
| Турнір Дана Колова — Николи Петрова 2007                        | Болгарія | вільна боротьба, до 74 кг | 5      |
| Турнір Дана Колова — Николи Петрова 2008                        | Болгарія | вільна боротьба, до 74 кг | Срібло |
| Золотий Гран-прі з боротьби 2010 (Баку)                         | Болгарія | вільна боротьба, до 84 кг | 7      |
| Кубок Імамалі Хабібі і Абдоллаха Мохамеда 2010                  | Болгарія | вільна боротьба, до 84 кг | 15     |
| Золотий Гран-прі з боротьби 2011 (Баку)                         | Болгарія | вільна боротьба, до 84 кг | 9      |
| Вогні Москви 2011                                               | Болгарія | вільна боротьба, до 84 кг | Бронза |
| Відкритий кубок Монголії з боротьби 2012                        | Болгарія | вільна боротьба, до 96 кг | Золото |
| Турнір Дана Колова — Николи Петрова 2012                        | Болгарія | вільна боротьба, до 84 кг | Золото |
| Турнір Яшара Догу 2012                                          | Болгарія | вільна боротьба, до 84 кг | 8      |
| Олімпійський кваліфікаційний турнір з боротьби 2012 (Софія)     | Болгарія | вільна боротьба, до 84 кг | 9      |
| Олімпійський кваліфікаційний турнір з боротьби 2012 (Тайюань)   | Болгарія | вільна боротьба, до 84 кг | 5      |
| Олімпійський кваліфікаційний турнір з боротьби 2012 (Гельсінкі) | Болгарія | вільна боротьба, до 84 кг | 11     |
| Меморіал Вацлава Циолковського 2013                             | Болгарія | вільна боротьба, до 96 кг | 9      |
| Золотий Гран-прі з боротьби 2014 (Баку)                         | Болгарія | вільна боротьба, до 97 кг | 9      |
| Міжнародний меморіал Дейва Шульца 2015                          | Болгарія | вільна боротьба, до 97 кг | 4      |
| Меморіал Іона Корнеану 2015                                     | Болгарія | вільна боротьба, до 97 кг | Бронза |
| Меморіал Вацлава Циолковського 2015                             | Болгарія | вільна боротьба, до 86 кг | 8      |
| Турнір Дана Колова — Николи Петрова 2016                        | Болгарія | вільна боротьба, до 86 кг | 9      |
| Меморіал Вацлава Циолковського 2016                             | Болгарія | вільна боротьба, до 86 кг | Бронза |
| Київський Міжнародний турнір з боротьби 2017                    | Болгарія | вільна боротьба, до 97 кг | Срібло |
| Турнір Дана Колова — Николи Петрова 2017                        | Болгарія | вільна боротьба, до 97 кг | 23     |
| Меморіал Вацлава Циолковського 2017                             | Болгарія | вільна боротьба, до 86 кг | 7      |

### Виступи на змаганнях молодших вікових груп
| Змагання                                       | Збірна   | Вагова категорія          | Місце  |
| ---------------------------------------------- | -------- | ------------------------- | ------ |
| Чемпіонат світу з боротьби серед юніорів 2003  | Болгарія | вільна боротьба, до 66 кг | 7      |
| Чемпіонат світу з боротьби серед юніорів 2005  | Болгарія | вільна боротьба, до 74 кг | Золото |
| Чемпіонат Європи з боротьби серед юніорів 2005 | Болгарія | вільна боротьба, до 74 кг | 7      |
| Чемпіонат Європи з боротьби серед кадетів 2002 | Болгарія | вільна боротьба, до 58 кг | 6      |